# 藻壁門
藻壁門（そうへきもん）は、平安京大内裏の外郭十二門のひとつである。右衛門府が警固を担当した。

## 概要

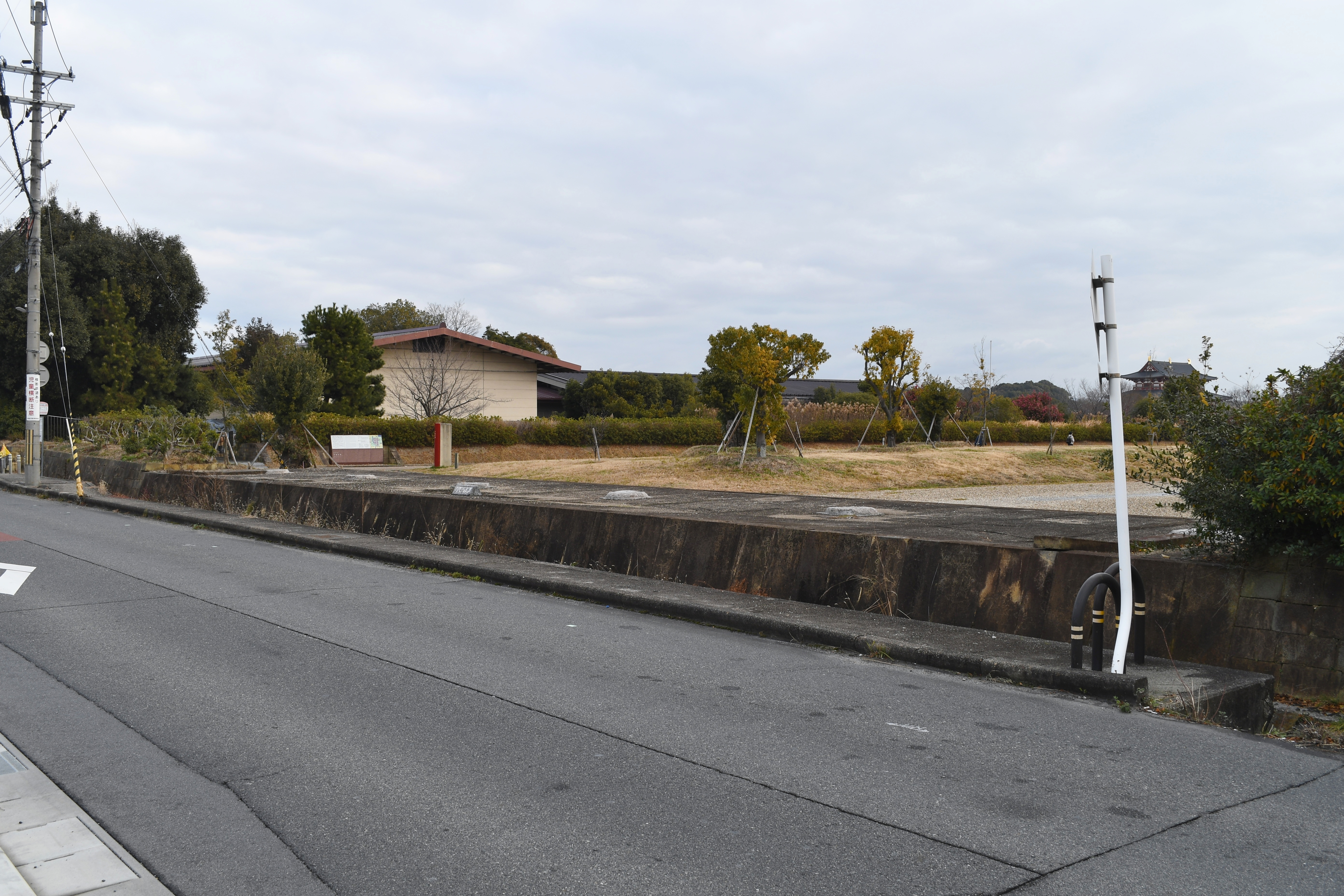
平城宮 佐伯門跡

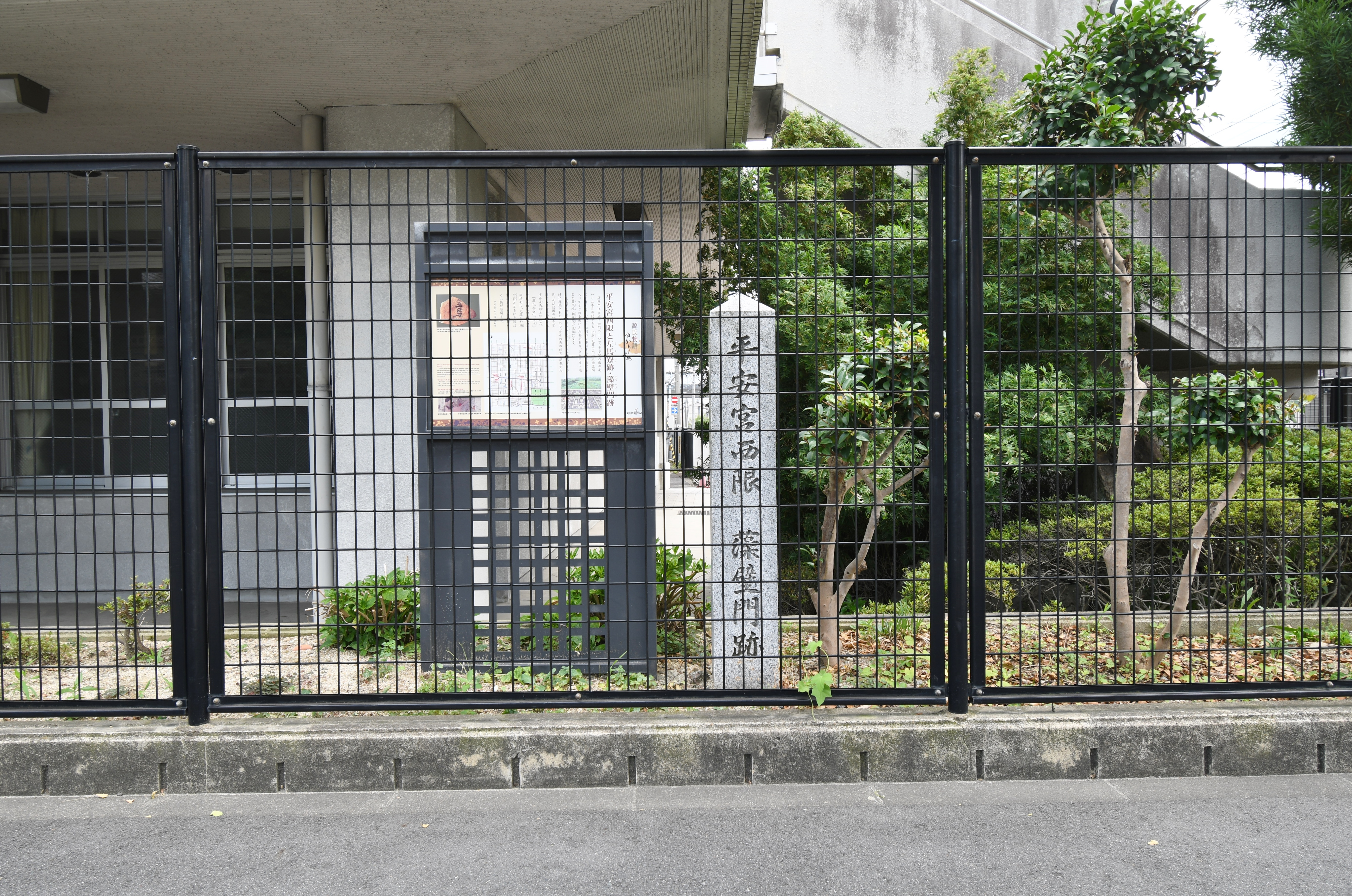
平安宮 藻壁門跡

大内裏の西面、談天門の北、殷富門の南。西大宮大路に面し、中御門大路に向かう。大きさは5間、戸3間だった。
延暦13年（794年）、宮城経営のとき但馬国が造営し、佐伯氏がこれを監したことがその名称の由来（さへき → さうへき）。西面の中央にあるため「西中御門」とも呼ばれた。弘仁9年（818年）、額を改め、小野篁の孫で書に優れる小野美材の筆額を掲げた。